# 稲沢拡幅

稲沢拡幅（いなざわかくふく）は栃木県大田原市から栃木県那須郡那須町にかけての国道294号の一部バイパス区間を含む道路改良事業である。
この区間の旧国道294号（延長6.2km）は、屈曲が多く、幅員も6.0mと狭く、歩道がなく、那珂川や余笹川に架かる橋梁が老朽化していることから、大変危険な状況であった。
これらの問題点を解決するために行われたのが本事業であり、十分な幅員と自転車歩行者道が確保されるとともに、那珂川に那須黒羽大橋、余笹川に稲沢睦橋が新設され、安全で円滑な交通がもたらされ、災害時の緊急輸送路としても十分に機能するようになった。
また、道の駅東山道伊王野への来客が大幅増加するなど、観光客の増加と地域の活性化にも寄与することとなった。

## 路線データ
- 起点：栃木県大田原市寒井（さぶい）
- 終点：栃木県那須郡那須町稲沢
- 総距離：5.2km
- 幅員：14.0m（車道3.25m、歩道3.0m、路肩0.75ｍ×2）
- 車線数：2車線
- 総事業費：約51億円

## 沿革
- 1990年（平成2年）度：事業化
- 1991年（平成3年）度：用地着手
- 1992年（平成4年）度：工事着手
- 1999年（平成11年）4月：那須町側3.0km供用開始
- 2007年（平成19年）3月18日：全線供用開始

## 主な構造物

### 橋梁
- 那須黒羽大橋（那珂川、大田原市 - 那須町）
  - 延長182.5m
- 稲沢睦橋（余笹川、那須町）
  - 延長130.7m

### トンネル
- 稲沢トンネル
  - 延長96.0m

## 接続するおもな道路
- 栃木県道34号黒磯黒羽線
- 栃木県道60号黒磯棚倉線